# Globus faringi
Un globus faringi, globus histèric o sensació de globus és la sensació persistent, però indolora, de tenir una píndola, una bola de menjar, o algun altre tipus d'obstrucció per sota la gola quan no n'hi és. La deglució es realitza normalment amb normalitat, de manera que no és un cas real de disfàgia alta, però pot arribar a ser força molest. És comú, amb un 22-45% de les persones que ho pateixen almenys una vegada a la vida.

## Causes
La sensació de "nus a la gola" que caracteritza el globus faringi sovint és causada per la inflamació d'una o més parts de la gola, com ara la laringe o hipofaringe, a causa d'un espasme cricofaringi o d'un reflux gastroesofàgic (MRGE, que arribi fins a faringe i laringe).
En alguns casos, la causa se'n desconeix i els símptomes es poden atribuir a una causa psicogènica (com un trastorn somatomorf o trastorn d'ansietat). S'ha reconegut com un símptoma de depressió, que respon al tractament antidepressiu.
Els resultats d'estudis recents han suggerit fermament que la MRGE és una de les principals causes del globus, tot i que això segueix sent un debat considerable.
Una causa menys freqüent, que es distingeix per un "nus a la gola" acompanyat de sensació de clic i dolor considerable en empassar, pot ser un fregament del cartílag tiroide contra una anatomia asimètrica d'una laringe anòmala, per exemple, la banya superior que s'abraci contra la làmina tiroidal, llavors retallar quirúrgicament la part del cartílag tiroide proporciona un alleujament immediat en tots els casos. No obstant això, aquesta causa sovint es diagnostica malament, tot i que requereix un examen clínic senzill que implica una palpació acurada de la part anterior del coll: desplaçar d'un costat a l'altre la laringe no provoca la mateixa sensació de clic (crepitació laríngia). La majoria dels casos es deuen a un traumatisme previ al coll. La tomografia computada (TC) d'alta resolució o la ressonància (RM) sol ser una exploració de la laringe per entendre completament l'anatomia anòmala de la laringe. El desplaçament anterior de l'ala de la tiroide al costat afectat durant la deglució pot ajudar a resoldre els símptomes.

## Diagnòstic
Com que sensació de globus és un símptoma, un diagnòstic de globus faringi sol ser un diagnòstic per exclusió. Si la sensació de globus es presenta amb altres símptomes com ara dolor, trastorns de la deglució (disfàgia), com aspiració o regurgitació, pèrdua de pes o canvi de veu, cal investigar una causa orgànica, normalment amb endoscòpia.

## Tractament
Tranquil·litzar el pacient és recomanable quan no se'n troba cap causa.